# Maurice Neligan
Maurice Neligan (* 1937 in Booterstown, County Dublin; † 8. Oktober 2010 in Dublin) war ein irischer Herzchirurg.
Maurice Neligan absolvierte seinen MD 1962 am University College Dublin. Von 1971 bis 2009 war er am Mater Hospital in Dublin, von 1974 bis 2002 am Our Lady’s Children’s Hospital in Crumlin tätig. Er war einer der Mitbegründer der Blackrock Clinic in Dublin.
Neligan führte die erste Operation am offenen Herzen im Jahr 1974 durch. Als erstem irischen Mediziner gelang ihm die koronare Bypass-Operation im Jahr 1975 und Irlands erste Herztransplantation im Jahr 1985. Insgesamt nahm er ungefähr 15.000 Herzoperationen vor.
Von 2002 bis zu seinem Tod schrieb Neligan eine wöchentliche Kolumne zu Gesundheitsfragen für The Irish Times. Er verstarb im Oktober 2010 überraschend im Alter von 73 Jahren in Dublin.